# 岩腊苗族布依族乡
岩腊苗族布依族乡是中华人民共和国贵州省安顺市西秀区下辖的一个民族乡。

## 行政区划
岩腊苗族布依族乡下辖以下村级行政区划单位：
塘房村、高寨村、箐口村、泉峰村、五峰村、岩松村、赖岩村、马陇村、青杠坡村、大猛沙村、三股水村、土角村和龙潭村。